# Condado de St. Croix
El condado de Sainte Croix (en inglés: Sainte Croix County), fundado en 1840, es uno de 72 condados del estado estadounidense de Wisconsin. En el año 2000, el condado tenía una población de 63,155 habitantes y una densidad poblacional de 34 personas por km². La sede del condado es Hudson. El condado recibe su nombre en honor a un explorador francés Sainte-Croix. El condado forma parte del área metropolitana de Minneapolis–Saint Paul.

## Geografía
Según la Oficina del Censo, el condado tiene un área total de 1,906 km², de la cual 1,870 km² es tierra y 36 km² (1.90%) es agua.

### Condados adyacentes
- Condado de Polk (norte)
- Condado de Barron (noreste)
- Condado de Dunn (este)
- Condado de Pierce (sur)
- Condado de Washington, Minnesota (noroeste)

## Demografía
En el censo de 2000, había 63,155 personas, 23,410 hogares y 16,948 familias residiendo en el condado. La densidad poblacional era de 34 personas por km². En el 2000 había 24,265 unidades habitacionales en una densidad de 13 por km². La demografía del condado era de 97.85% blancos, 0.28% afroamericanos, 0.65% amerindios, 0.62% asiáticos, 0,02% isleños del Pacífico, 0.22% de otras razas y 0.76% de dos o más razas. 0.76% de la población era de origen hispano o latino de cualquier raza.

## Localidades

### Ciudades, pueblos y villas
- Baldwin (pueblo)
- Baldwin
- Cady
- Cylon
- Deer Park
- Eau Galle
- Emerald
- Erin Prairie
- Forest
- Glenwood City
- Glenwood
- Hammond (pueblo)
- Hammond
- Hudson (pueblo)
- Hudson
- Kinnickinnic
- New Richmond
- North Hudson
- Pleasant Valley
- Richmond
- River Falls (parcial)
- Roberts
- Rush River
- Somerset (pueblo)
- Somerset
- Springfield
- St. Joseph
- Stanton
- Star Prairie
- Star Prairie (pueblo)
- Troy
- Warren
- Wilson
- Woodville

### Áreas no incorporadas
- Centerville
- Houlton